# 熊谷佳和
熊谷 佳和（くまがい よしかず、1962年（62 - 63歳） - ）は、横浜市生まれの現代音楽の作曲家。

## 略歴
横浜市神奈川区出身、尚美学園短期大学作曲科卒。作曲を金子晋一に師事。第12回ふるさと音楽賞日本創作童謡コンクール第1位入賞。AIC/Mostly Modern国際作曲コンクール2005（現Music 21 / AIC 国際作曲コンクール）（アイルランド）第1位入賞。日本作曲家協議会会員。

## 主要作品
- 『誰かをさがすために』（2013年）
- 『珈琲は黒い魔女』

| スタブアイコン | サブスタブ | この項目は、まだ閲覧者の調べものの参照としては役立たない、音楽関係者（バンド等）に関連した書きかけの項目です。この項目を加筆・訂正などしてくださる協力者を求めています（P:音楽/PJ:芸能人）。 |